# Néphrotome
 (février 2022).
Si vous disposez d'ouvrages ou d'articles de référence ou si vous connaissez des sites web de qualité traitant du thème abordé ici, merci de compléter l'article en donnant les références utiles à sa vérifiabilité et en les liant à la section « Notes et références ».
Dans les conceptions antérieures de la biologie du rein, le néphrotome est une section du mésoderme qui donne naissance au pronéphros et éventuellement au reste du rein. Les textes plus anciens décrivent le pronéphros comme résultant de la fusion de plusieurs néphrotomes.
Les méthodes modernes de visualisation, telles que la microscopie électronique à balayage, l'hybridation in situ et la microscopie confocale, combinées à la simple approche consistant à décoller l'épiderme pour voir le rein en formation, ont montré que ce n'est pas le cas. Le mésenchyme néphrique se sépare du mésoderme intermédiaire sous la forme d'un seul primordia allongé. Lorsque ce primordia commence à subir une épithélialisation, les parties antérieures du pronéphros forment des protubérances arrondies, qui deviennent ensuite les branches dorsales du pronéphros qui se lient aux néphrostomes (distincts des néphrotomes). Ces bosses arrondies sont les structures observées dans les coupes histologiques qui sont appelées néphrotomes. Les néphrotomes ne sont pas liés aux néphrostomes, qui sont de fins entonnoirs ciliés qui relient les néphrons prénéphriques au cœlome.